# Armeniërs
De Armeniërs of Armenen (Armeens: Հայեր, Hajer) zijn een volk dat tussen de 3000 en 4000 jaar oud is en zijn oorsprong heeft in het Armeens Hoogland, dat ongeveer overeenkomt met het huidige land Armenië en het huidige Oost-Turkije. Door de Armeense diaspora zijn de Armeniërs verspreid over de hele wereld. Naar schatting zijn er wereldwijd zo'n 7 tot 12 miljoen Armeniërs, van wie er circa 7 miljoen Armeens als moedertaal hebben.
De Armeniërs verspreidden zich als handelaren en vaklieden door het Romeinse Rijk, Byzantijnse Rijk en later ook het Ottomaanse Rijk. Tegenwoordig leven er veel Armeniërs in de westerse wereld zoals Frankrijk en de Verenigde Staten, maar ook in Oost-Europese landen zoals Rusland en Georgië. In landen zoals Libanon, Syrië, Turkije, Iran, Irak, Polen en Oekraïne wonen echter ook kleinere gemeenschappen.

## Etiologie
De vroegste getuigenissen van het exoniem Armenië dateren rond de 6e eeuw voor Christus. In zijn drietalige Behistun-inscriptie gedateerd op 517 voor Christus, verwijst Darius I de Grote van Perzië naar Urartu (in het Babylonische) als Armina (Oud-Perzisch: 𐎠𐎼𐎷𐎡𐎴) en Harminuya (in Elamitisch). In het Grieks wordt (Αρμένιοι) Armenios uit ongeveer dezelfde tijd verklaard, misschien is de vroegste verwijzing een fragment dat wordt toegeschreven aan Hecataeus van Milete (476 v.Chr.). Xenophon, een Griekse generaal die dienst deed bij enkele van de Perzische expedities, beschrijft veel aspecten van het Armeense dorpsleven en de gastvrijheid rond 401 voor Christus.

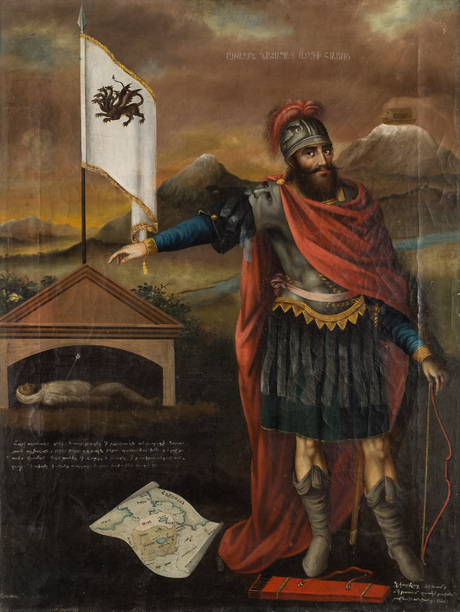
Hayk Nahapet, de legendarische patriarch en stichter van de Armeense natie.

Sommigen hebben de naam Armenië in verband gebracht met de staat Armani uit de vroege bronstijd (Armanum, Armi) of de staat Arme (Shupria) uit de late bronstijd. Deze verbanden zijn niet doorslaggevend omdat niet bekend is welke talen er in deze koninkrijken werden gesproken. Bovendien, hoewel men het erover eens is dat Arme zich onmiddellijk ten westen van het Van-meer bevond (en dus in de grotere regio Armenië), is de locatie van de oudere site van Armani een punt van discussie. Sommige moderne onderzoekers hebben het in hetzelfde algemene gebied als Arme geplaatst, in de buurt van het moderne Samsat en hebben gesuggereerd dat het, althans gedeeltelijk, werd bevolkt door een vroege Indo-Europees sprekende bevolking. Er is ook gespeculeerd dat het land Ermenen (gelegen in of nabij Minni), genoemd door de Egyptische farao Thoetmosis III in 1446 vGT, een verwijzing naar Armenië zou kunnen zijn.
Armeniërs noemen zichzelf Hay (Armeens: հայ, uitgesproken als [ˈhaj]; meervoud: հայեր, [haˈjɛɾ]). De naam is traditioneel afgeleid van Hayk (Armeens: Հայկ), de legendarische patriarch van de Armeniërs en een achter-achterkleinzoon van Noach, die volgens Movses Khorenatsi (Mozes van Khorene) de Babylonische koning Bel in 2492 voor Christus versloeg. en vestigde zijn natie in de regio Ararat. Verder wordt gepostuleerd dat de naam Hay afkomstig is van, of verwant is aan, een van de twee verbonden, Hettitische vazalstaten: Hayasa-Azzi (1600-1200 v.Chr.). Uiteindelijk zou Hay kunnen zijn afgeleid van de Proto Indo-Europese woorden póti (wat "heer" of "meester" betekent) of * h₂éyos / * áyos (wat "metaal" betekent).
Khorenatsi schreef dat het woord Armeens is ontstaan uit de naam Armenak of Aram (de afstammeling van Hayk). Khorenatsi verwijst naar zowel Armenië als Armeniërs als Hayk ‘(Armeens: Հայք) (niet te verwarren met de eerder genoemde patriarch, Hayk).

## Kenmerken
Het Armeens is een Indo-Europese taal die ook al in de Oudheid gesproken werd.
Al voor hun bekering tot het christendom vormden de Armeniërs één volk met hun eigen mythologie. In 301 nam het land als eerste land het christendom als staatsgodsdienst aan. Zij vormden de Armeens-Apostolische Kerk.
In de vijfde eeuw maakte de monnik Mesrop Masjtots voor de Armeense taal (Hayerén) een alfabet.
In 1454 verdeelden het Ottomaanse Rijk en Perzië het land onder elkaar. Toen al waren Armeniërs verspreid over het gebied en stonden zij bekend als goede handelaren.
Tijdens de Armeense Genocide vonden anderhalf miljoen Armeniërs de dood. Zij werden grotendeels verdreven uit hun woonplaatsen in Oost-Anatolië en vermoord.
De Armeense genocide vormt nog steeds een bindend element in de geschiedenis van het Armeense volk. Vooral in Rusland, Frankrijk, Iran, Syrië en de VS wonen grote groepen Armeniërs.